# 이치현
이치현(李治賢, 본명 이용균, 1955년 9월 27일 ~ )은 대한민국의 가수, 싱어송라이터, 밴드 리더이다.

## 일생
1955년 9월 27일 서울에서 5남 1녀 중 막내로 태어났다. 미술에 관심을 가지던 큰형의 도움으로 서라벌고등학교와 중앙대학교 기악학과를 졸업하였다. 전공은 플룻. 또한 벗님들 활동관련해서는 보컬과 작곡자로 널리 알려져 있으나 본래 기타리스트를 지망했을만큼 기타연주에 뛰어나며, 기타 연주 외에도 그림 그리기에 특기가 있다. 서울 서라벌고등학교 시절이었던 1972년 "KBS 노래자랑"에서 월말기대회 우승을 한 경력이 있다. 1978년 "TBC 해변가요제"에서 보컬 듀오 "벗님들"의 보컬리스트 겸 기타리스트로 참가하여 자작곡 《그 바닷가》로 인기상을 수상하여 데뷔하였다. 이듬해 1979년 록 밴드 "이치현과 벗님들"을 결성하여 본격적으로 가요계 활동을 시작하였다. 대표곡으로는 《난몰라》, 《추억의 밤》, 《다가기전에》, 《당신만이》, 《사랑의 슬픔》, 《집시여인》 등이 있다. "벗님들"(이치현과 벗님들)이 해체된 후에는 1991년 솔로 가수로 데뷔하였다.
2011년에는 강인원, 권인하, 민해경과 함께 프로젝트 보컬 음악 그룹 컬러스(the Colors)를 결성하기도 하였다.

## 학력
- 서라벌고등학교 졸업
- 중앙대학교 기악학과 졸업

## 앨범
- 1979년 벗님들 1집 - 그런 마음이었어 / 또 만났네
- 1980년 벗님들 2집 - 당신만이 / 작은아이
- 1984년 벗님들 3집 - 난 몰라 / 늦은 밤 깊은 밤 / 당신만이
- 1985년 벗님들 4집 - 추억의 밤 / 다 가기 전에 / 야생화
- 1986년 벗님들 5집 - 사랑의 슬픔 / 그땐 외롭지 않았어
- 1988년 이치현과 벗님들 - 집시여인 / 이별의 미소
- 1989년 이치현과 벗님들 전집
- 1989년 이치현과 벗님들 Best Live Concert
- 1990년 이치현 1집
- 1992년 이치현 2집
- 1994년 이치현 3집
- 1999년 이치현의 표현 1
- 1999년 이치현의 표현 2
- 2005년 이치현 13집 Un Paso + Live Best
- 2016년 이치현 14집 도시의 이방인

## 방송
- 1987년~1989년 가요톱10
- 1988년 토요일 토요일은 즐거워
- 2005년 콘서트 7080
- 2019년 열린음악회
- 2020년 배낭매고 인생네컷
- 2023년 불꽃밴드 - 이치현과 벗님들로 출연
- 2024년 KBS TV쇼 진품명품 - 쇼 감정단, 2024.11.03(1448회)

## 수상
- 1978년 해변가요제 인기상
- 1987년 일간스포츠 골든 디스크 본상
- 1987년 KBS 가요대상 올해의 가수상
- 1987년 MBC FM 선정 최고가수상

### 가요 프로그램 1위
| 연도            | 수상 내역 (총 10회) |
| --------------- | --- |
| 1987년 (총 5회) | - 사랑의 슬픔 (총 5회) - 7월 29일 KBS 《가요톱텐》 1위 - 8월 5일 KBS 《가요톱텐》 1위 - 8월 12일 KBS 《가요톱텐》 1위 - 8월 19일 KBS 《가요톱텐》 1위 - 8월 26일 KBS 《가요톱텐》 1위 (5주 연속) (골든컵) |
| 1988년 (총 3회) | - 집시여인 (총 3회) - 12월 7일 KBS 《가요톱텐》 1위 - 12월 14일 KBS 《가요톱텐》 1위 - 12월 21일 KBS 《가요톱텐》 1위                                                                                     |
| 1989년 (총 2회) | - 집시여인 (총 2회) - 1월 4일 KBS 《가요톱텐》 1위 - 1월 11일 KBS 《가요톱텐》 1위 (5주 연속) (골든컵) |